# Лепко, Владимир Алексеевич
Влади́мир Алексе́евич Лепко́ (13 (25) декабря 1898, Гагра, Российская империя — 19 октября 1963, Москва, СССР) — советский актёр театра, кино и эстрады. Народный артист РСФСР (1954).

## Биография
Родился в семье инженера-электрика Алексея Ивановича Лепко в Гагре (Абхазия), где провёл детские годы. Позже семья переехала в Екатеринослав, там в 1906—1907 годах учился в реальном училище, а в 1908—1912 годах — в частной гимназии Вертоградова. 
В 1914—1915 годах работал артистом и помощником декоратора в частной антрепризе Мацкого и Ковалёвой в Самаре. В 1915—1916 годах — артист антрепризы Хлебникова и Петровой в Вятке.
В 1916—1917 годах служил в Русской императорской армии. В 1918—1920 годах мобилизован в Красную армию (красноармеец 10–го номерного Kрасногвардейского полка в Красном Селе). После демобилизации организовал Театр молодёжи в Ельце. В 1921—1922 годах — режиссёр театра железнодорожников при Дорожном отделе Народного образования Юго-Восточной железной дороги в Воронеже. В 1922 году — артист и декоратор в частной антрепризе в Луге.
В качестве актёра выступал на подмостках Самары, Вятки и Воронежа. В период с 1923 по 1928 год работал в театре пародий «Кривое зеркало», также был режиссёром и декоратором. С 1929 по 1930 год — артист Ленинградского мюзик-холла, после — Московского мюзик-холла.
В результате закрытия мюзик-холла в 1936 году перешёл в Московский театр сатиры, в котором служил до конца жизни.
В годы Великой Отечественной войны вместе с артистами театра участвовал во фронтовых бригадах.
Снимался в кино, запомнился яркими эпизодическими ролями вечно чихающего продавца в «Кубанских казаках» и шофёра Василия Лемехова в «Деле Румянцева». Занимался озвучиванием мультфильмов.
Скончался 19 октября 1963 года на 65-м году жизни. Похоронен на Новодевичьем кладбище (8-й участок, 34-й ряд).

### Семья
- жена — Антонина Георгиевна Крупенина (1914—2012), балерина в музыкальном театре имени К. С. Станиславского и В. И. Немировича-Данченко[7];
  - дочь — Виктория Лепко (род. 1941), актриса[7]

## Театральные работы
«Кривое зеркало»
- «Гастроль турецкого трагика Абрама Мамазяна»
- «Лекция о вреде пьянства»
- «Любовь Аржаная» С. Томского и Г. Крыжицкого, пародия на пьесу «Любовь Яровая» К. Тренёва — матрос Амба Крой
- «Монастырский садовник» Дж. Боккаччо
- «Оформлении быта» К. Мазовского — Жених с Лиговки
- «Юбилей вахтёра Баранова» В. Короновского — Баранов

Ленинградский и Московский мюзик-холлы
- «Вампука, невеста африканская…» В. Эренберга — 1-й эфиоп
- «Одиссея» Н. Эрдмана и В. Масса — Телемак
- 1931 — «Шестая мира»
- 1934 — «Под куполом цирка» И. Ильфа, Е. Петрова и В. Катаева — Сироткин, Семечкин
- 1935 — «Святыня брака»

Театр сатиры
- 1937 — «Простая девушка» В. Шкваркина — Макаров; постановка В. Станицына
- 1938 — «Господин де Пурсоньяк» Ж.-Б. Мольера — Оронт; постановка Н. Горчакова
- 1938 — «Таланты» («Мастера счастья») К. Финна; постановка Р. Корфа и С. Блинникова
- 1939 — «Слуга двух господ» К. Гольдони — Панталоне; постановка А. Лобанова
- 1940 — «Неравный брак» братьев Тур — Годес; постановка Б. Норда
- 1940 — «Сашка» К. Финна — Пётр Андреевич, отец Сашки; Постановка: М. Овчининской, А. Чернявского
- 1942 — «Надежда Дурова» С.  Шервинского, К. Липскерова и А. Кочеткова — Дуров; Постановка: Э. Краснянского
- 1944 — «Чрезвычайный закон» бр. Тур, Л. Шейнина  — адвокат Успехов, Клембовский Ян Николаевич; Постановка: Л. Волкова
- 1944 — «Нечистая сила» А. Толстого — Жамов; Постановка: Э. Краснянского
- 1944 — «Миссия мистера Перкинса в страну большевиков» А. Корнейчука — Вернигора, гвардии сержант; Постановка: Э. Краснянского
- 1947 — «Время, вперёд!» В. Катаева — Сашко; постановка Н. Горчакова
- 1948 — «Лев Гурыч Синичкин» А. Бонди по Д. Ленскому — Лука, слуга Борзикова, постановка: Э. Краснянского
- 1948 — «Вас вызывает Таймыр» А. Галича и К. Исаева — Бабурин; Постановка: А. Гончарова
- 1949 — «Мешок соблазнов» Н. Базилевского, В. Нейштадта (по мотивам произведений М. Твена) — Роберт Титмарч; постановка Н. Петрова
- 1949 — «Комедия ошибок» У. Шекспира — Дромио; Постановка: Э. Краснянского
- 1950 — «Человек с именем» Д. Угрюмова — Рубашкин; постановка Н. Петрова
- 1951 — «Женихи» Ашаха Токаева, В. Шкваркина — Салавров Гуга; постановка А. Гончарова
- 1951 — «Господин Дюруа» по «Милому другу» Г. де Мопассана — господин ; Постановка: Э. Краснянского
- 1952 — «Потерянное письмо» И. Караджале — Фарфуриди; постановка Н. Петрова и В. Плучека
- 1953 — «Страницы минувшего» («Игроки») Н. Гоголя — Швохнёв; постановка В. Плучека
- 1953 — «Где эта улица, где этот дом?» В. Дыховичного и М. Слободского — Петухов; постановка Э. Краснянского
- 1953 — «Баня» В. Маяковского — Оптимистенко; постановка: Н. Петрова, В. Плучека, С. Юткевича
- 1955 — «Клоп» В. Маяковского — Присыпкин; постановка В. Плучека и С. Юткевича
- 1956 — «Жорж де Валера» («Только правда») Ж.-П. Сартра — Сибило; постановка В. Плучека
- 1957 — «Мистерия-Буфф» В. Маяковского — Поп; постановка В. Плучека
- 1958 — «На всякого мудреца довольно простоты» А. Островского — Мамев; постановка А. Лобанова
- 1958 — «Золотой телёнок» по И. Ильфу и Е. Петрову — Фунт; постановка Э. Краснянского
- 1959 — «Памятник себе» С. Михалкова — Вечеринкин; постановка В. Плучека
- 1959 — «Дамоклов меч» Н. Хикмета — Комиссионер; постановка В. Плучека
- 1961 — «Яблоко раздора» М. Бирюкова — Иван Климович Помазан; постановка В. Плучека.

## Фильмография
- 1926 — Шинель — Петрович, портной
- 1934 — Поручик Киже — граф Кутайсов (нет в титрах)
- 1935 — Лётчики — парикмахер (нет в титрах)
- 1937 — Белеет парус одинокий — подгулявший "лихач" (нет в титрах)
- 1938 — По щучьему веленью — повар (нет в титрах)
- 1939 — Шуми городок — Семячкин
- 1940 — Преступление и наказание — Жора, брат жены Горбушкина
- 1940 — Будни — пассажир (нет в титрах)
- 1940 — Старый наездник — Анатолий Петрович, игрок
- 1941 — Боевой киносборник № 7 — Настоящий патриот — майор (нет в титрах)
- 1946 — Центр нападения — болельщик
- 1947 — Поезд идёт на восток — диктор на вокзале
- 1949 — У них есть Родина — американский офицер (нет в титрах)
- 1949 — Кубанские казаки — продавец музыкальных инструментов
- 1950 — Донецкие шахтёры — дирижёр (нет в титрах)
- 1954 — Верные друзья — пассажир теплохода (нет в титрах)
- 1954 — Родимые пятна (новелла «Ревизоры поневоле») — Прахов
- 1954 — Мы с вами где-то встречались — Афанасий Иванович, сосед по купе Вероники Платоновны
- 1955 — Дело Румянцева — Василий Лемехов, старший товарищ Саши, шофёр
- 1958 — Иван Бровкин на целине — эпизод
- 1960 — Десять шагов к Востоку — сосед по купе
- 1960 — Осторожно, бабушка! — Иван Лукьянович Чулков, заведующий стройотделом
- 1960 — Девичья весна — Владимир Алексеевич Гамба, директор ресторана на теплоходе «Эльбрус»
- 1960 — Игроки (фильм-спектакль) — Швохнев
- 1962 — Яблоко раздора — Иван Климович Помазан, колхозный хозяйственник
- 1963 — Короткие истории — руководитель занятий по техминимуму
- 1962 — Фитиль (киножурнал) № 4 — Пострадавший — пострадавший
- 1963 — Фитиль (киножурнал) № 18 — Сила привычки — начальник отдела кадров

## Мультипликация
- 1936 — Лиса и виноград
- 1938 — Весёлые музыканты
- 1937 — Завещание
- 1939 — Лимпопо — Орёл
- 1940 — Ивась — Полковник
- 1941 — По щучьему велению
- 1945 — Теремок — Петушок (в титрах — В. Липко)
- 1948 — Слон и муравей — Медведь
- 1959 — Скоро будет дождь — Тигр; Буйвол (в титрах не указан)
- 1959 — Приключения Буратино — кот Базилио
- 1960 — Человечка нарисовал я — Попугай
- 1960 — Конец Чёрной топи — профессор
- 1961 — Ключ — голова Змея Горыныча
- 1961 — Чиполлино — один из солдат-Лимончиков / Чиполлоне (в титрах не указан)
- 1961 — МУК (Мультипликационный Крокодил) № 5
- 1962 — Королева Зубная щётка — Мыльный пузырь (в титрах не указан)[источник не указан 658 дней]
- 1962 — Небесная история — Бог
- 1962 — Только не сейчас
- 1963 — Проверьте ваши часы

## Награды и звания
- медаль «За оборону Москвы» (13 ноября 1944)[1];
- медаль «За доблестный труд в Великой Отечественной войне 1941—1945 гг.» (2 января 1946)[1];
- заслуженный артист РСФСР (5 ноября 1947 года)[8];
- медаль «В память 800-летия Москвы» (10 мая 1948)[1];
- народный артист РСФСР (3 июня 1954)[9];
- лауреат первой премии Международного театрального фестиваля в Париже — за исполнение ролей Присыпкина и Помазана (1962)[4].

## Комментарии
1. ↑  По другим данным местом рождения указывают Вятку[3], но дочь актёра, автор книги-посвящения «Во имя отца» (2017) называет Гагру[2].